# Ida Straus
Ida Straus, född Rosalie Ida Blun den 6 februari 1849 i Worms, Tyskland, död 15 april 1912, var en amerikansk hemmafru och delägare i varuhuskedjan Macy's. Hon och hennes man Isidor omkom i samband med Titanics förlisning 1912. Hon var en av endast fyra kvinnliga passagerare ur första klass som omkom i Titanics förlisning: de övriga var Ann Eliza Isham, Edith Corse Evans och Bess Waldo Allison. 

## Biografi
Ida Straus föddes 1849 i Worms som dotter till Nathan Blun (1815–1879) och hans hustru Wilhelmine "Mindel" Freudenberg (1814–1868). Hon var den femte av sju barn: Amanda (1839–1907), Elias Nathan (1842–1878), Louis (1843–1927), Augusta Carolina (1845–1905), Moritz (1850–1858) och Abraham Blun (1853–1881). Hon emigrerade till USA med sin familj.
Hon gifte sig 1871 med den tysk-judiske affärsmannen Isidor Straus och de fick sammanlagt sju barn tillsammans (varav ett dog i späd ålder).
Ida Straus reste i första klass på Titanic tillsammans med sin make Isidor. Under fartygets förlisning blev Ida erbjuden att kliva ner i en av livbåtarna som fanns ombord, men hon vägrade och valde istället att gå tillbaka till sin man och lugnt och stilla invänta deras död.
Minnesmärken har uppförts för både Ida och Isidor i bland annat New York, som ett sätt att hedra deras minnen.